# Intendente general de la Real Casa y Patrimonio

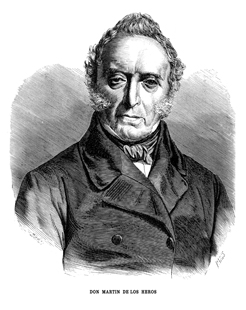
Martín de los Heros, primer intendente general de la Real Casa y Patrimonio.

El intendente general de la Real Casa y Patrimonio fue un cargo de la casa real española al frente de la Intendencia general, departamento con funciones administrativas y financieras.

## Historia
El cargo surgió tras la reforma general efectuada en la Real Casa en 1838 durante la regencia de María Cristina de Borbón. En la reforma plasmada en la Ordenanza general para el gobierno y administración de la Real Casa y Patrimonio, se separaron las funciones de etiqueta de las administrativas y financieras, que quedaron bajo el mando del intendente general de la Real Casa. El cargo surgió en un intento de ajustar y racionalizar los gastos de la real casa, mediante una figura dotada de mayor independencia.
Uno de los primeros en ejercer el cargo (entre 1840 y 1843) fue el conocido político Martín de los Heros. Entre 1847 y hasta su consolidación en 1868, el cargo pasaría por distintas vicisitudes derivadas de unir la Intendencia General con otros departamentos, en concreto:
- 28 de octubre de 1847-21 de octubre de 1848: absorbida por el Gobierno de palacio.
- febrero-octubre de 1849: se le denomina Secretaría de la Real Casa y Patrimonio.
- 1862-1866: Denominada Administración General de la Real Casa y Patrimonio
- 11 de julio de 1868: unida a la Mayordomía mayor.
- 16 de junio de 1868: separada de la mayordomía mayor.
- Reinado de Amadeo I de Saboya: unida de nuevo a la mayordomía mayor.
- 14 de enero de 1875: se separa de forma definitiva de la mayordomía mayor.

El cargo desaparecería en 1931 con la caída de la monarquía, estando ostentado en ese momento por Luis Moreno y Gil de Borja. En 1975 sería brevemente restaurado como intendente general de la Casa del Rey hasta 1980. El cargo fue desempeñado por el Fernando Fuertes de Villavicencio.

## Funciones
Del intendente general, dependían otros cargos y departamentos de la casa real, en concreto:
- Contaduría general.
- Tesorería general.
- Archivo general.
- Consultoría general.
- Abogacía general.
- Inspección general de los Reales Palacios.
- Dirección de las Reales Caballerizas y Armería.
- Dirección del Real Museo de Pinturas.
- Dirección general de Jardines.

### Individuales
1. ↑  Teja Reglero, Natalia (2019). «La Casa Real de Isabel II: dos momentos clave en la corte del siglo XIX». Del siglo XIX al XXI: tendencias y debates, 2019, ISBN 978-84-17422-62-2, págs. 738-751 (Biblioteca Virtual Miguel de Cervantes): 738-751. ISBN 978-84-17422-62-2. Consultado el 29 de noviembre de 2021.
2. ↑  Heros, Martín de los (1843). Memoria que acerca de la administración de la Real Casa y Patrimonio de S. M. en el año de 1842 presenta al Excmo. Sr. Tutor de S. M. D. Agustín Argüelles, el intendente general en comisión de la misma Real Casa y Patrimonio. Por Aguado. Consultado el 29 de noviembre de 2021.
3. ↑  «Antonio Villacieros y Fernando Fuertes cesan de sus cargos en la Casa del Rey». El País. 7 de febrero de 1980.